# Karl Andreas Redel
Karl Andreas Redel (auch Carl Andreas Redel; * 2. Juni 1664 in Halle (Saale); † 2. September 1730 in Altenburg) war ein deutscher lutherischer Geistlicher und Kirchenlieddichter.

## Leben
Redel war Sohn des Oberbrunnenmeisters Carl Andreas Redel. Ab 1674 besuchte er das Gymnasium in Halle. Anschließend studierte er ab 1684 an der Universität Leipzig Theologie. Dort erhielt er 1787 den Magistergrad. Danach wirkte er über mehrere Jahre als Dozent an der Leipziger Hochschule.
Redel erhielt 1692 eine Stelle als Adjunkt an der Marktkirche Unser Lieben Frauen. Noch im selben Jahr nahm er einen Ruf als Pastor und Superintendent nach Pegau an. In seiner Pegauer Zeit wurde er am 27. Juli 1700 von der Universität Wittenberg zum Lic. theol. graduiert und ebenfalls in Wittenberg zum Doktor der Theologie promoviert. 1707 erhielt er die Stelle als Superintendent in Delitzsch. Dort organisierte er die Instandsetzung des Witwenkasten.
Redel übernahm zum 16. Juni 1712 das Amt des Generalsuperintendenten von Sachsen-Altenburg, daneben war er auch hochfürstlicher Konsistorialrat. In Altenburg brachte er ein neues Gesangbuch heraus, das mindestens über fünfzig Jahre in Altenburg erschien. In diesem Gesangbuch ließ er acht eigene Kirchenlieder drucken. Das Lied Die Seligkeit ist mein Verlangen, ich suche sie einst zu empfangen erfreute sich bis ins 19. Jahrhundert Beliebtheit in Sachsen-Altenburg.
Redel wurde in der St.-Bartholomäi-Kirche in Altenburg beigesetzt.

## Werke (Auswahl)
- De iuramento coacto, Goez, Leipzig 1688.
- De obligatione iuramenti dolosi, Goez, Leipzig 1691.
- Christi Doppelt-große Land-Tags-Proposition, Richter, Altenburg 1720.
- (Hrsg.): Geistliches Neu-vermehrtes Altenburgisches Gesang- und Gebet-Buch, Richter, Altenburg 1730 (erschien in mehreren Auflagen mindestens bis 1782).